# David von Krafft
David Krafft , desde 1719 David von Krafft (1655-20 de septiembre de 1724) fue un pintor germano-sueco, sobrino y alumno de David Klöcker Ehrenstrahl y su sucesor (en 1698) como pintor de la Corte Real de Suecia.

## Biografía
Krafft nació en Hamburgo . Krafft quedó huérfano a una edad temprana. No se conocen los nombres de sus padres, pero su madre era hermana del pintor sueco David Klöcker Ehrenstrahl. Krafft fue llamado a Suecia en 1675 por Ehrenstrahl, como su asistente y aprendiz. Ehrenstrahl también se convirtió en su maestro en el arte de la pintura.
David Klöcker Ehrenstrahl nació en Hamburgo y se estableció en Suecia en la década de 1650, donde tuvo éxito como pintor principalmente de retratos de miembros de la casa real y la aristocracia. Fue ennoblecido en 1674, recibiendo el apellido Ehrenstrahl.
En 1684 Krafft recibió una subvención anual de la Reina Ulrica Leonor de Dinamarca para un viaje a Italia a través de Dinamarca y Alemania. El propósito era primero visitar las diversas cortes principescas para pintar a los parientes de la reina para complementar su colección de retratos, y luego continuar a Italia para realizar más estudios. Llegó a Italia en 1687, pasó un año en Venecia , tres años en Roma y un año en Bolonia. Más tarde viajó a Viena, y se le otorgó una beca mayor para ir a París en 1694. Finalmente regresó a Estocolmo y al estudio de su tío en 1696.
Después de la muerte de Ehrenstrahl en 1698, Krafft fue nombrado su sucesor como pintor de la corte . Su tarea principal era pintar retratos representativos del rey Carlos XII de Suecia. Su último retrato del Rey antes de su partida para la guerra en 1700 fue un retrato ecuestre que mostraba al Rey usando una peluca y una capa de armiño. En ausencia del rey, su principal empleador era la reina viuda Hedvig Eleonora; Se conocen unos cien retratos de ella de Krafft.

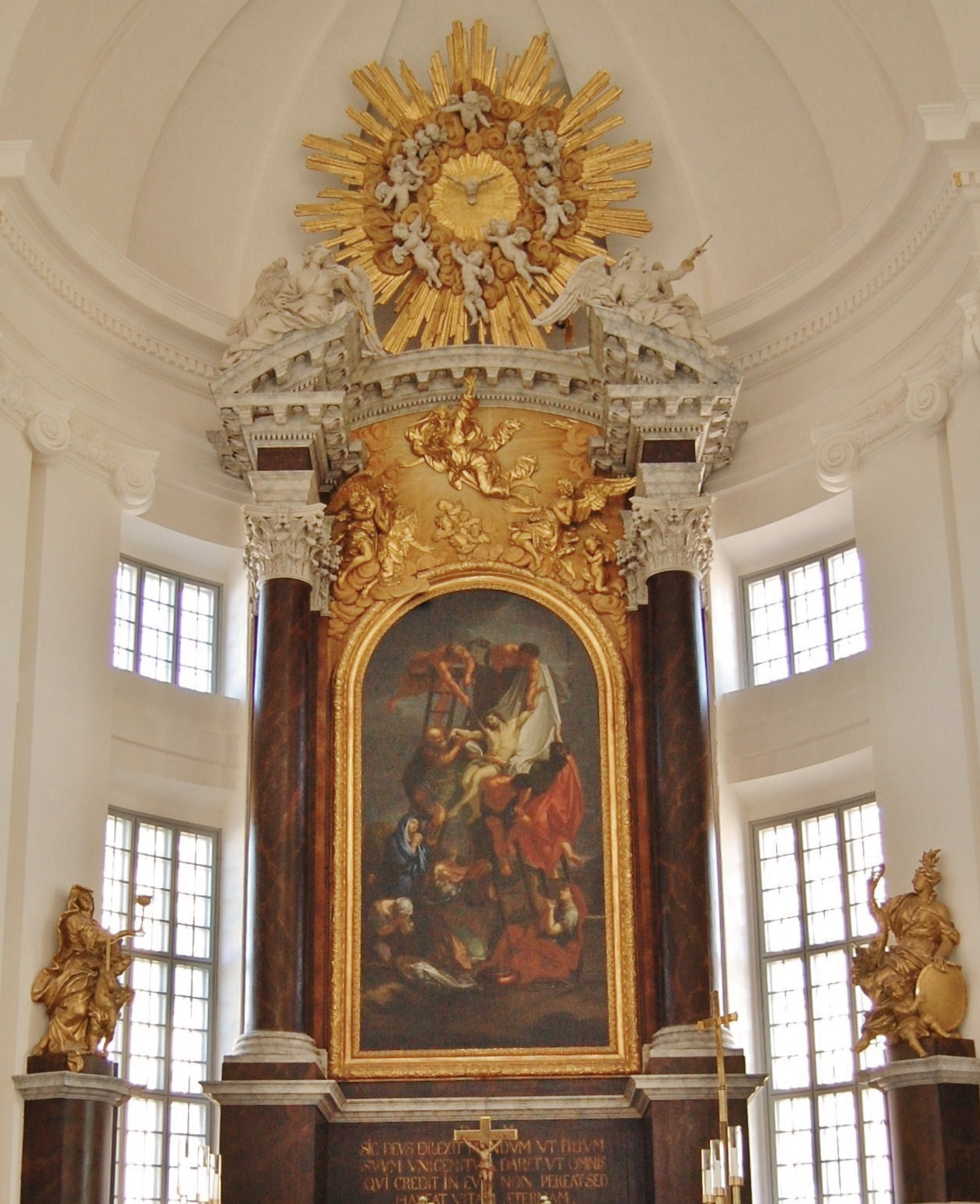
Retablo insertado en las columnas de la catedral de Kalmar (1712)

Los retratos posteriores de Krafft de Charles, que se encuentran entre los más conocidos y reproducidos, muestran al Rey con el atuendo más simple que adoptó durante las campañas: con la cabeza descubierta y vistiendo un uniforme azul simple, excepto por detalles sutiles similares a los de los otros soldados en El ejército. En este caso, la imagen de Krafft dependía de un tipo de retrato que se había desarrollado de acuerdo con las instrucciones del propio Charles, y que se estableció por primera vez con el retrato de 1706-07 del artista Johan David Swartz (1678-1729), un exalumno de Krafft que había estado presente en el campamento de Altranstädten Sajonia con el rey. Esta imagen realista pero contundente del Rey rompió con las convenciones actuales para el retrato real y Krafft adaptó el tipo heredado de Swartz y produjo numerosas copias de 1707 y 1717. Cuando Carlos XII tuvo su residencia en Lund en 1717, Krafft nuevamente tuvo la oportunidad de pintar El vive. Al igual que con el retrato anterior, basado en la pintura Altranstädt de Swartz, el retrato de Lund fue producido en muchas copias por Krafft y sus seguidores.
Su pintura más grande es el retrato de la familia Hildebrand de 1713 en Nynäs Manor (Nynäs slott) en Södermanland , que representa al comerciante e industrial Henrik Jacob Hildebrand (1636-1714) y su esposa Anna Sofia Amya en ocasión de su 50 aniversario rodeado de sus más de veinte hijos y nietos, así como algunos familiares fallecidos en pinturas en la pared de fondo.
Krafft también pintó a muchos de los generales del rey Carlos. Además de sus muchos retratos, que fueron la mayor parte de su producción, Krafft pintó un gran retablo para la Catedral de Kalmar que muestra el Descendimiento de la Cruz (1712).
Krafft fue ennoblecido en 1719, recibió el apellido von Krafft y se le otorgó el título de intendente de la corte ( hovintentendent ) en 1720. Murió en Estocolmo durante 1724.

## Retratos

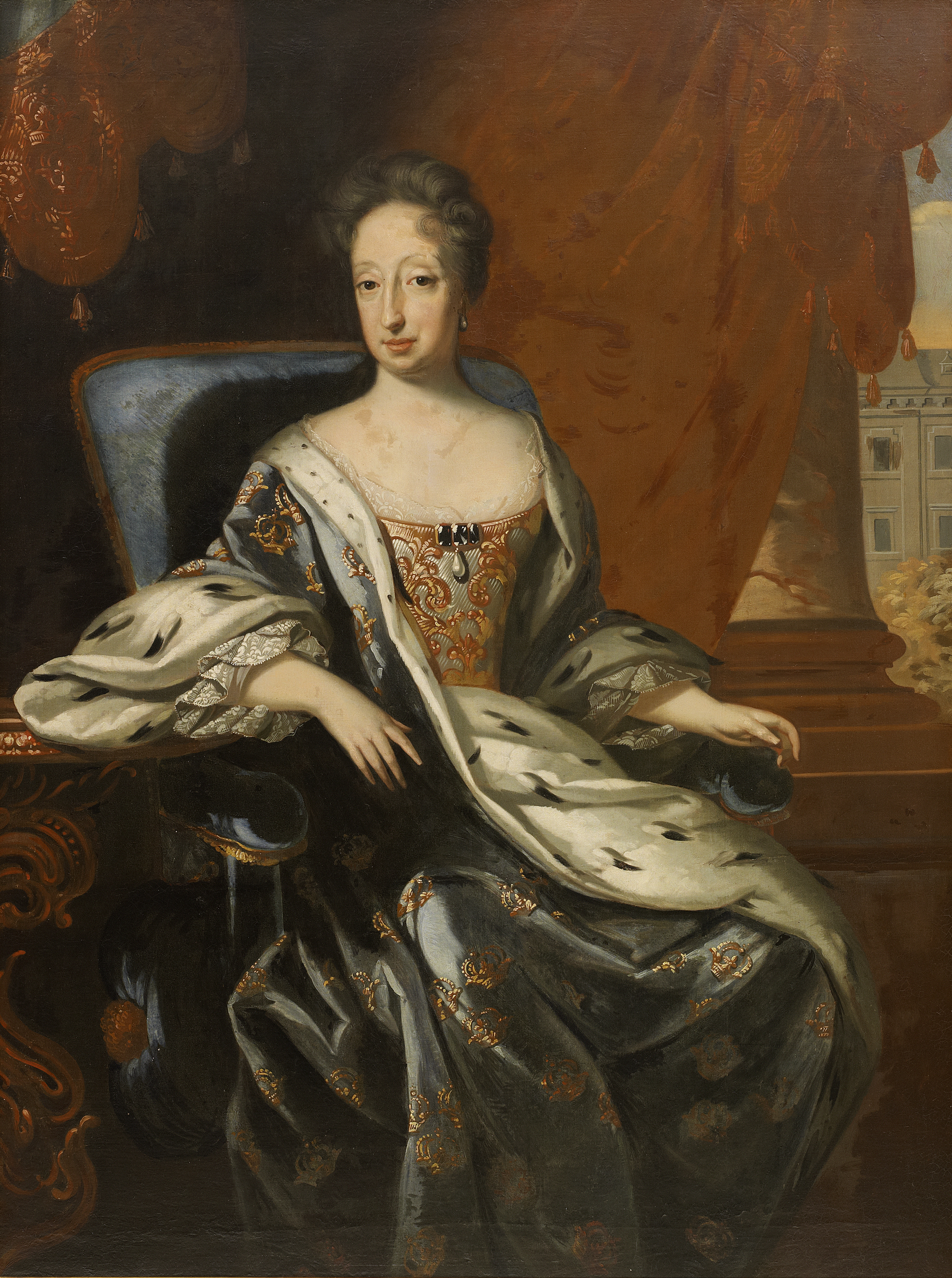
Queen Hedvig Eleonora
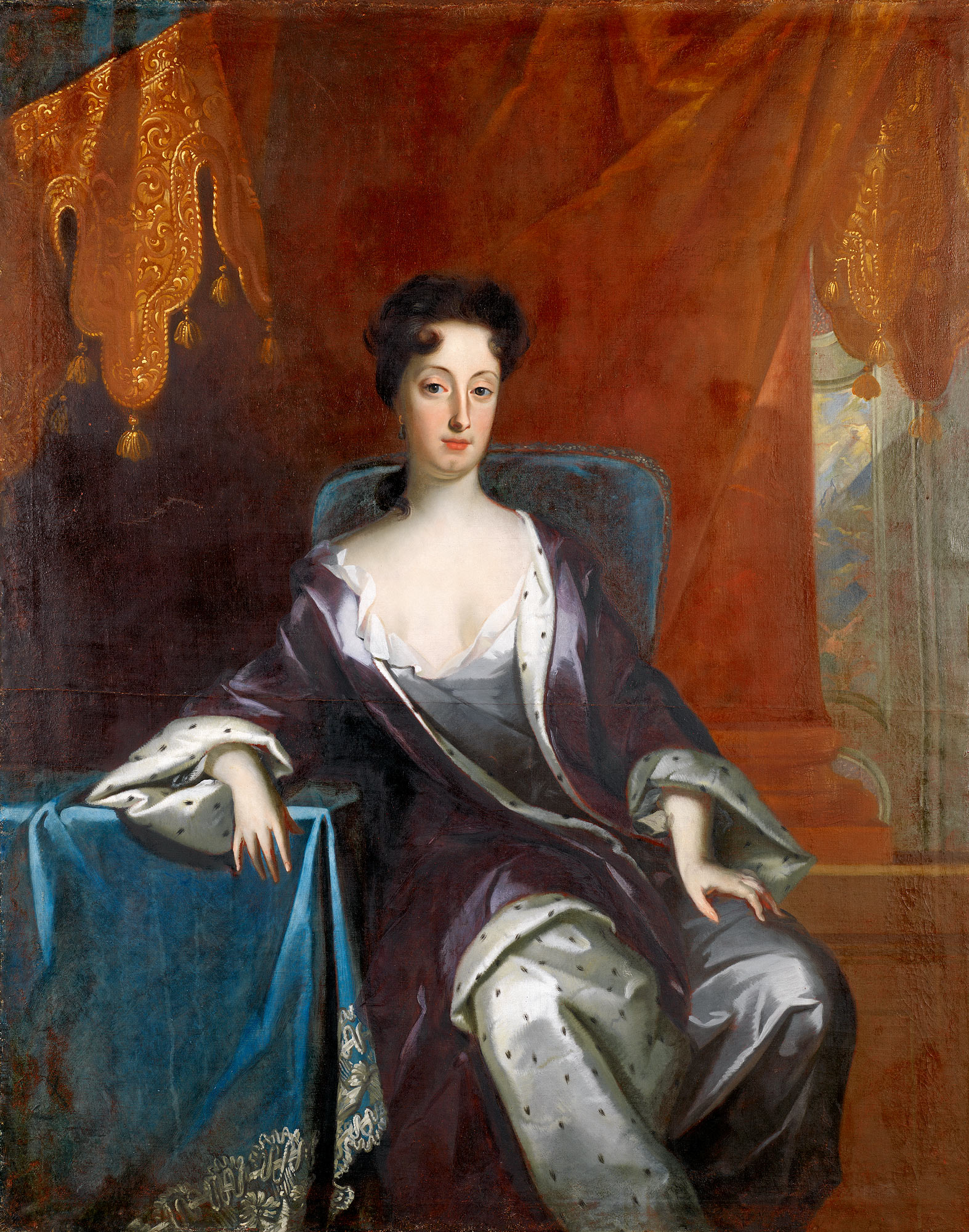
Hedvig Sophia
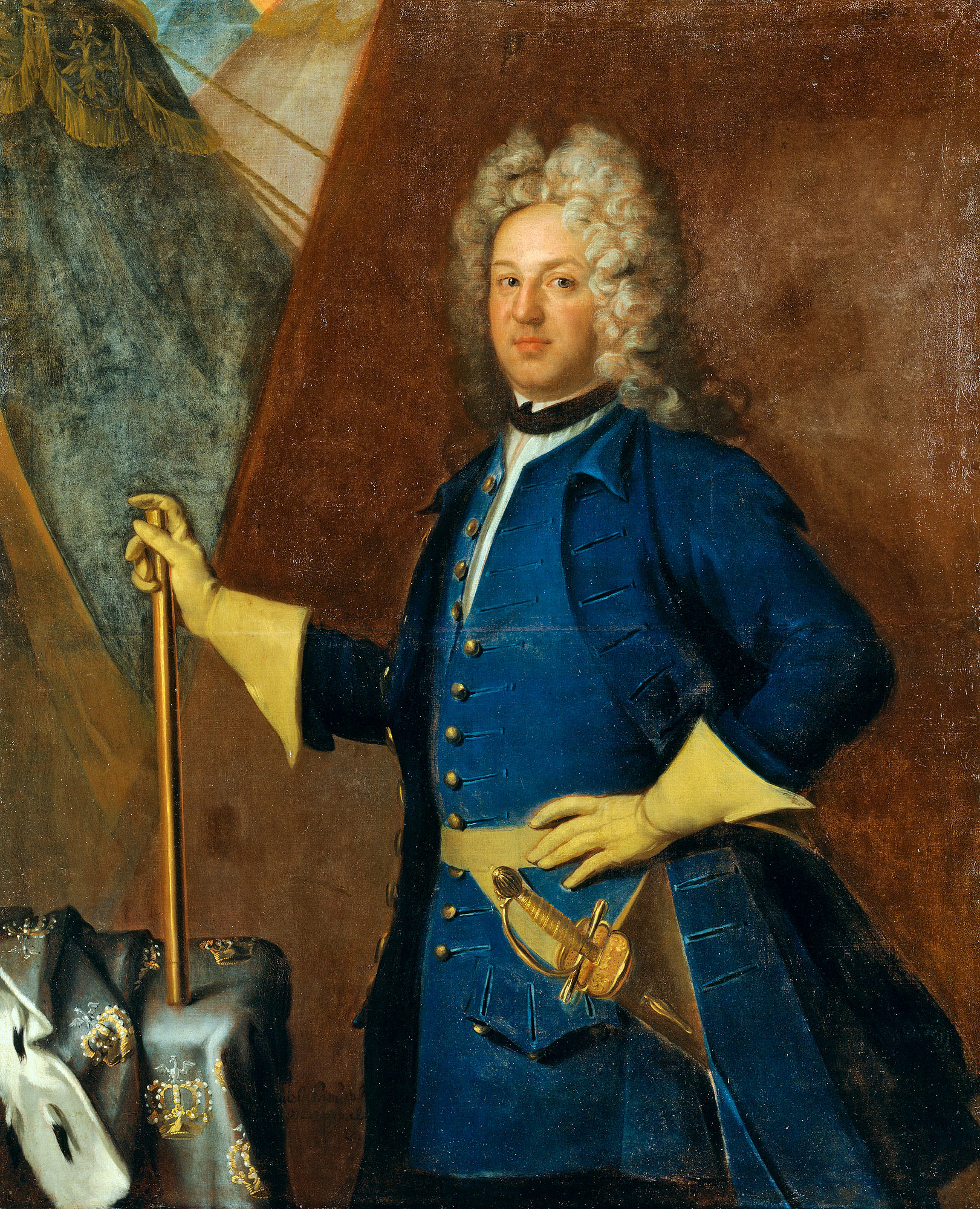
rey Estanislao I Leszczynski de Polonia
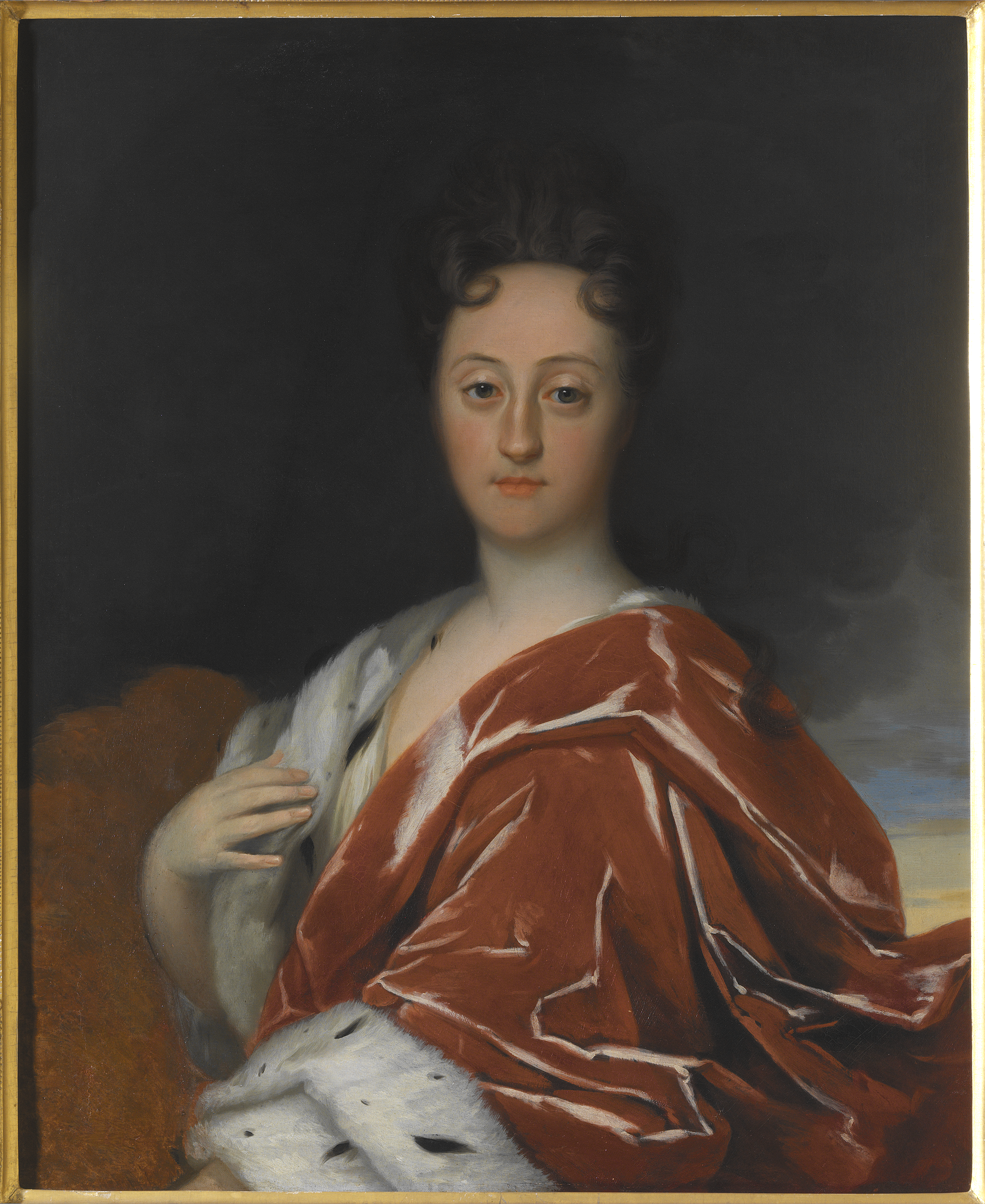
Queen Ulrika Eleanora
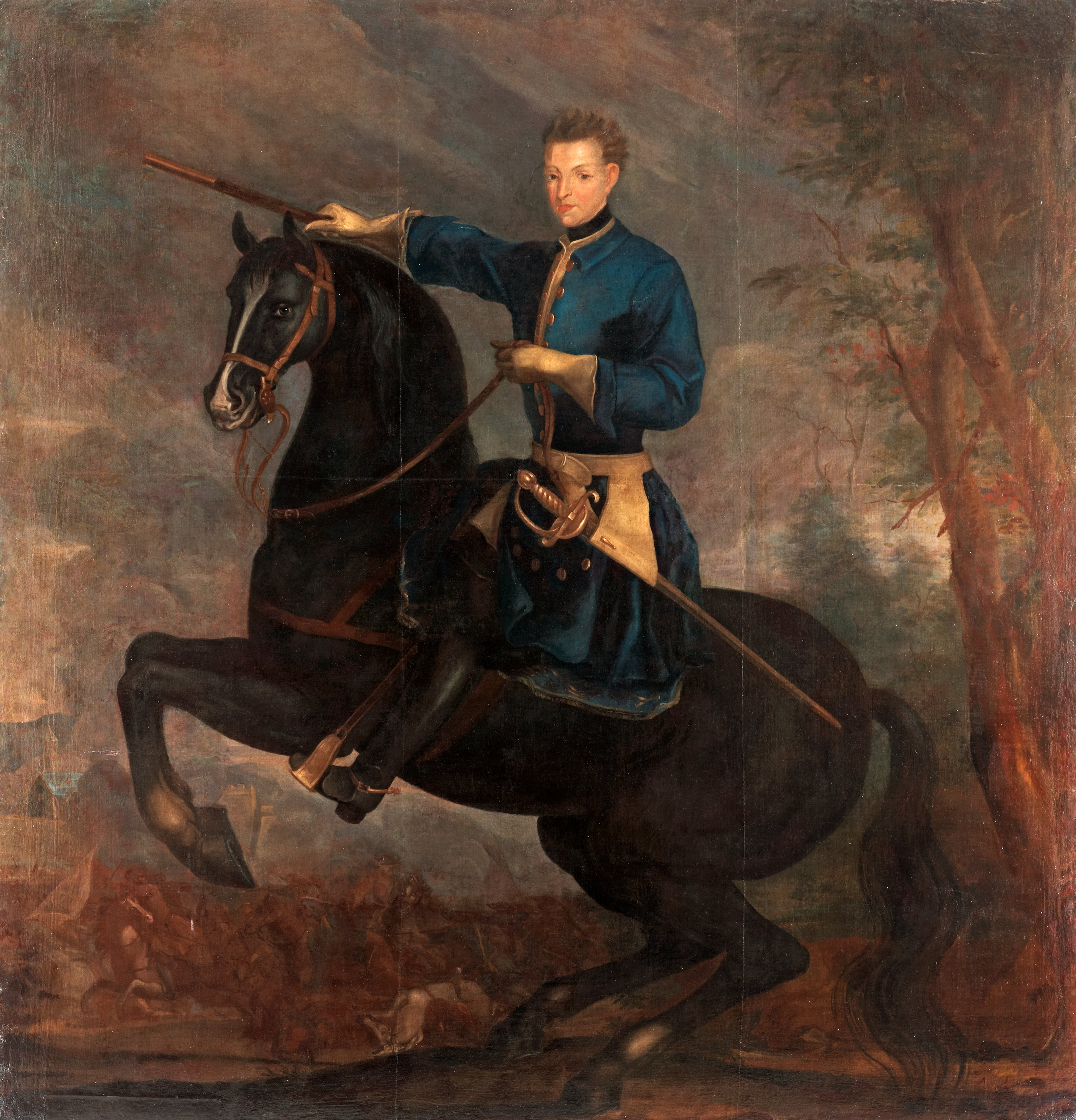
Equestrian portrait of Charles XII